# Lycaenopsis delapra
Lycaenopsis delapra är en fjärilsart som beskrevs av Dudley Moulton 1911. Lycaenopsis delapra ingår i släktet Lycaenopsis och familjen juvelvingar. Inga underarter finns listade i Catalogue of Life.